# صمامات شرجية
الصِّمَاماتُ الشَّرْجِيَّة أو الصّمامان الذبربان هي عبارة عن ثنيات صغيرة تشبه الصمامات في النهايات السفلية للجيوب الشرجية في المستقيم. تربط الصمامات الشرجية النهايات السفلية للأعمدة الشرجية. وتقع الجيوب الشرجية فيما بينهما. تشكل الصمامات والجيوب الشرجية الخط المسنن.

## روابط خارجية
- صور تشريحية:43:11-0107 في مركز داونستيت الطبي التابع لجامعة نيويورك   - "الحوض الأنثوي: المستقيم"